# 류윈산
류윈산(류운산, 중국어: 劉雲山, 병음: Liú Yúnshān, 1947년 3월 21일~ )은 중화인민공화국의 정치인이다. 제16기, 17기 중국공산당 중앙정치국 위원었으며,10년간 중앙선전부장을 맡았었으며, 현재는 18기 정치국 상무위원이며 중앙서기처 제1서기, 중앙당교 교장을 역임하고있다.
1968년 내몽골 자치구 지닝 사범학교를 졸업하고, 오랫동안 내몽골 자치구에서 일했다. 1971년 중국 공산당에 가입했다. 1992년 중국공산당 중앙당교를 통신교육으로 졸업했다. 내몽골 자치구에서 선전부장과 당위원회 부서기 등을 역임했다.
1993년 중앙선전부로 옮겨 부부장에 임명되었다. 2002년 10월 24일, 딩관건이 은퇴함에 따라서 중앙선전부장으로 승진하였고 중국공산당의 선전 및 사상 부문에서 서열 2위가 된다. 서열 1위는 리창춘이다.
제12기, 14기 중앙위원회 후보, 제15기 중앙위원, 제16기, 17기 정치국 위원, 중앙선전부장을 역임했다. 그리고 2012년 제18차 전국대표대회에서 정치국상무위원이 선출되어 사상 및 선전분야를 맞게 되었으며 현재는 정치국 상무위원, 중앙서기처 제1서기, 중앙당교 교장을 역임하고 있으며 사상및선전 담당상무위원으로서 중앙정신문명건설지도위원회 주임과 중앙선전사상공작영도소조 조장도 맡고있다. 게다가 류윈산 상무위원은 공청단이면서도 장쩌민 전주석과 각별한 사이로서 상하이방으로 분류된다.